# Tachina ursina
Tachina ursina là một loài ruồi trong họ Tachinidae.